# Pseudapoderus bifasciatus
Pseudapoderus bifasciatus is een keversoort uit de familie bladrolkevers (Attelabidae). De wetenschappelijke naam van de soort werd in 1926 gepubliceerd door Eduard Voss.